# 캐머런 보스윅잭슨
카메론 제이크 보스윅-잭슨(영어: Cameron Jake Borthwick-Jackson, 1997년 2월 2일 ~ )은 잉글랜드의 축구 선수로, 현재 버턴 앨비언에서 수비수로 뛰고 있다.